# Stenus intrusus
Stenus intrusus är en skalbaggsart som beskrevs av Thomas Casey. Stenus intrusus ingår i släktet Stenus och familjen kortvingar. Inga underarter finns listade i Catalogue of Life.